# Wegkreuz (Aschach, Herrnfeld)

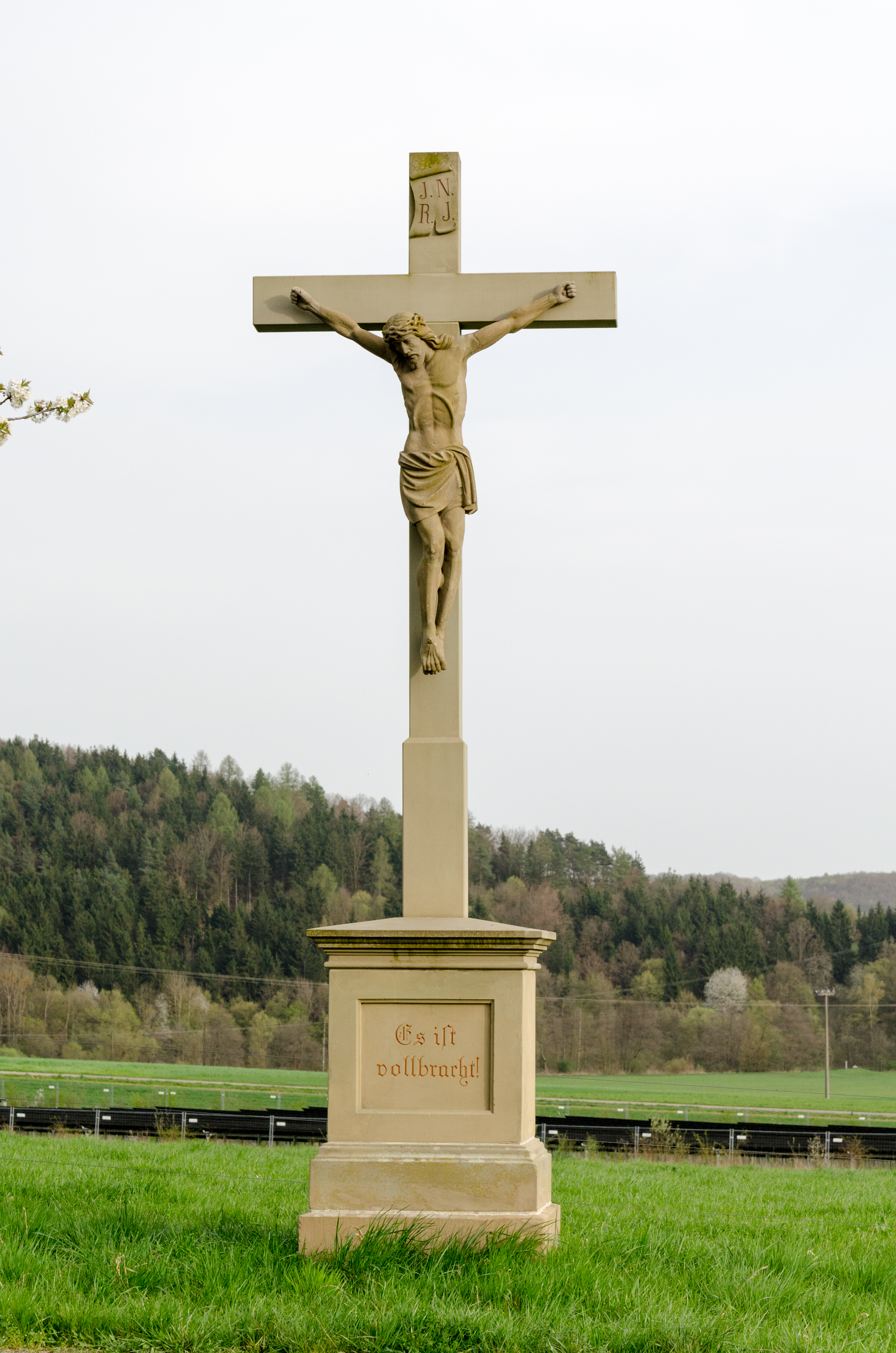
Wegkreuz, Aschach, Herrnfeld

Das Wegkreuz Herrnfeld ist ein Flurdenkmal in Aschach, einem Ortsteil des Marktes Bad Bocklet im unterfränkischen Landkreis Bad Kissingen, und befindet sich  800 Meter nördlich von Aschach an der Straße nach Bad Bocklet. Das Wegkreuz gehört zu den Baudenkmälern von Bad Bocklet und ist unter der Nummer D-6-72-112-48 in der Bayerischen Denkmalliste registriert.

## Beschreibung
Das Wegkreuz besteht aus gelbem Sandstein und entstand Ende des 19. Jahrhunderts.
Das etwa 593 cm hohe Wegkreuz besteht aus einem Hochkreuz mit Korpus und Inschriftzettel auf einem 153 cm hohen, geschachelten Tischsockel. Der 30 cm hohe Basisblock hat die Abmessungen 101 cm × 97 cm. Der 22 cm hohe Sockelblock hat die Abmessungen 88 cm × 87 cm. Die zum Sockelwürfel einziehenden Gesimse haben eine Höhe von 8 cm. Das 75 cm hohe Sockelprisma hat die Abmessungen 82 cm × 78 cm. Die 17 cm hohe, profilierte und auskragende Abschlussplatte hat oben die Maße 100 cm × 87 cm. Sie besteht aus Platte (2 cm), Platte (2 cm), Schräge (7 cm) und Platte (6 cm). Die Platte ist um 5 cm zum Schaftblock aufgewölbt und pyramidenstumpfförmig.
Das Hochkreuz besteht aus einem Sockelschaft, hat eine Höhe von 110 cm und einen Querschnitt von 26 cm × 20 cm. Der Schaft hat einen Querschnitt von 20/21 cm. Die Querbalken sind jeweils 60 cm lang, der Korpus 160 cm. Die Inschrifttafel trägt die Inschrift IN/RI. Die Kreuzeshöhe beträgt etwa 390 cm.
Auf der Schauseite befindet sich in einer Schrifttafelnische in gotischen Groß- und Kleinbuchstaben die Inschrift:

„Es ist

vollbracht!“

Die Rückseiteninschrift in gotischen Buchstaben lautet: «Gestiftet von Sybille Schmitt, wohnhaft zu Neustadt a. d. Saale»
Das Kreuz stand früher an der Aschacher St. Trinitatis-Kirche. Im Jahr 1986 wurde es umgefahren, danach von Bildhauer Ludwig Bauer restauriert und versetzt.